# 23ns Premis AVN
La cerimònia dels 23ns Premis AVN, presentada per Adult Video News (AVN), va homenatjar les millors pel·lícules pornogràfiques de 2005 i va tenir lloc el 7 de gener de 2006 al Venetian Hotel Grand Ballroom, a Paradise (Nevada). Durant la cerimònia, AVN va presentar els Premis AVN (coneguts com a Oscars del porno) en 104 categories premiant les pel·lícules estrenades entre l'1 d'octubre de 2004 i el 30 de setembre de 2005. La cerimònia, televisada als Estats Units per Playboy TV, va ser produïda i dirigida per Gary Miller. El còmic Greg Fitzsimmons va presentar l'espectacle amb l'estrella de cinema per adults Jesse Jane.
The Devil in Miss Jones, un remake del clàssic de 1973 del mateix nom, va guanyar nou premis, inclòs millor pel·lícula, però el gran guanyador de la nit va ser Pirates amb 11 premis, inclòs el de millor llargmetratge de vídeo. Altres guanyadors de diversos premis van incloure Camp Cuddly Pines Powertool Massacre i Dark Side amb cinc cadascun i Squealer amb tres. La retransmissió fou publicada posteriorment en DVD per Spice Studios.

## Guanyadors i nominats
Els nominats per als 23ns Premis AVN van ser anunciats el 25 de novembre de 2005 per Adult Video News. Pirates va obtenir la majoria de nominacions amb 24 en total. The Devil in Miss Jones va ser la següent amb 19, seguit d'Eternity amb 17, Dark Angels 2: Bloodline i Dark Side cadascuna amb 16 i Catherine amb 15.
Els guanyadors es van anunciar durant la cerimònia de lliurament de premis el 7 de gener de 2006. En particular, Pirates va establir un nou rècord per a la majoria de premis en un espectacle, superant The Fashionistas, que va guanyar 10 el 2003. McKenzie Lee va guanyar el cobejat premi a la millor estrella nova mentre que l'artista femenina de l'any va ser Audrey Hollander. Manuel Ferrara won Male Performer of the Year for the second straight time.

### Premis principals

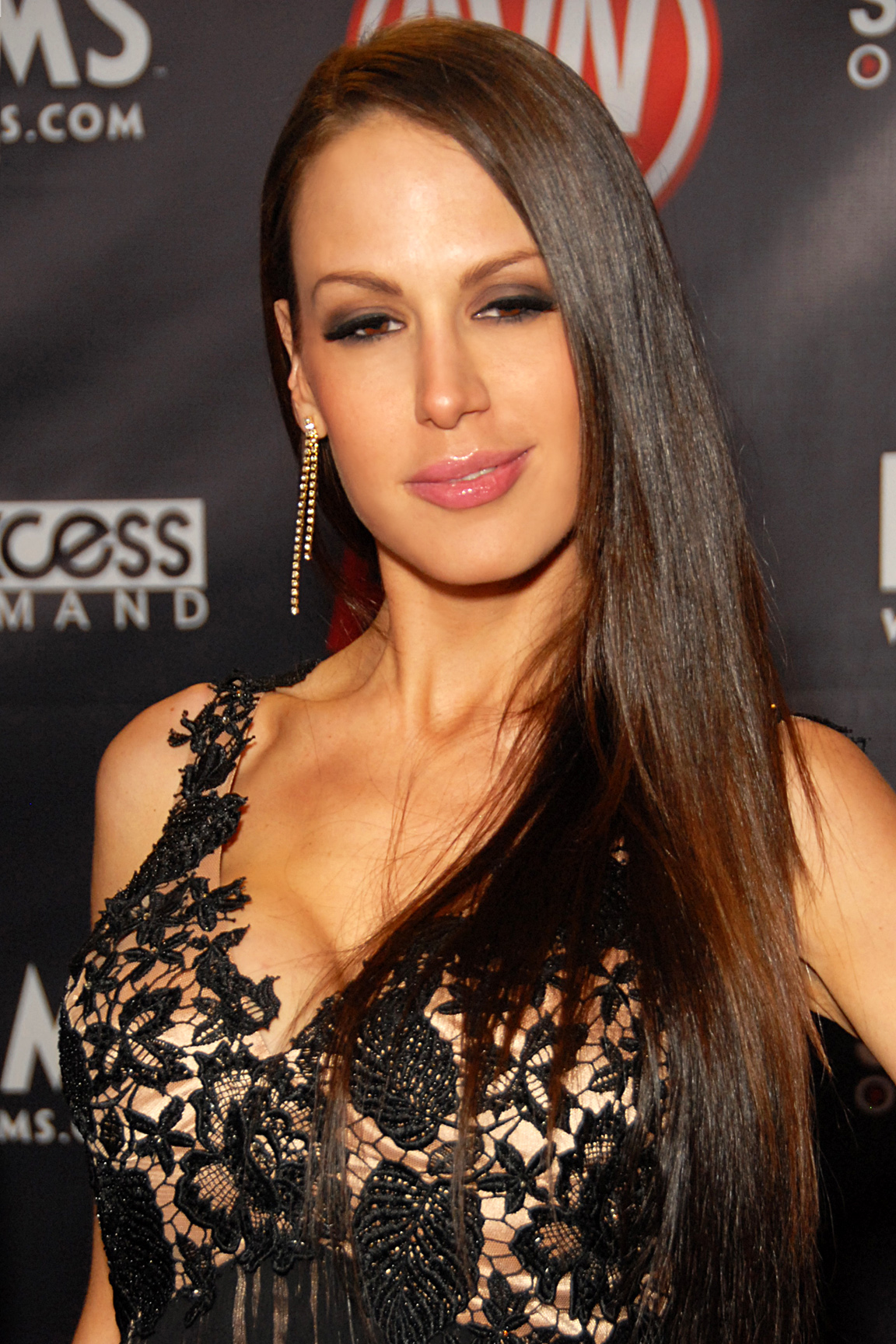
McKenzie Lee, nova estrella de l’any

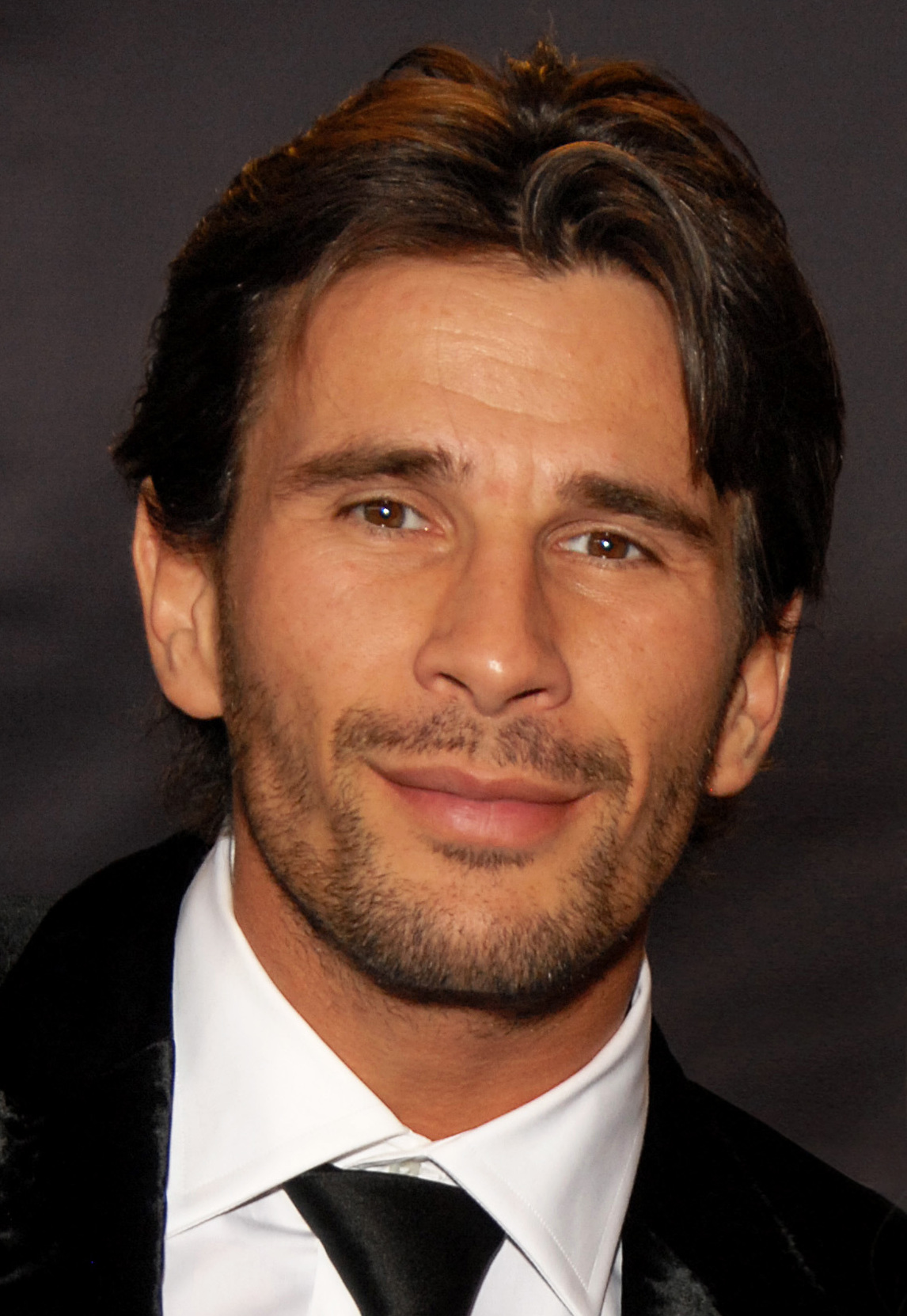
Manuel Ferrara, millor artista masculí de l’any

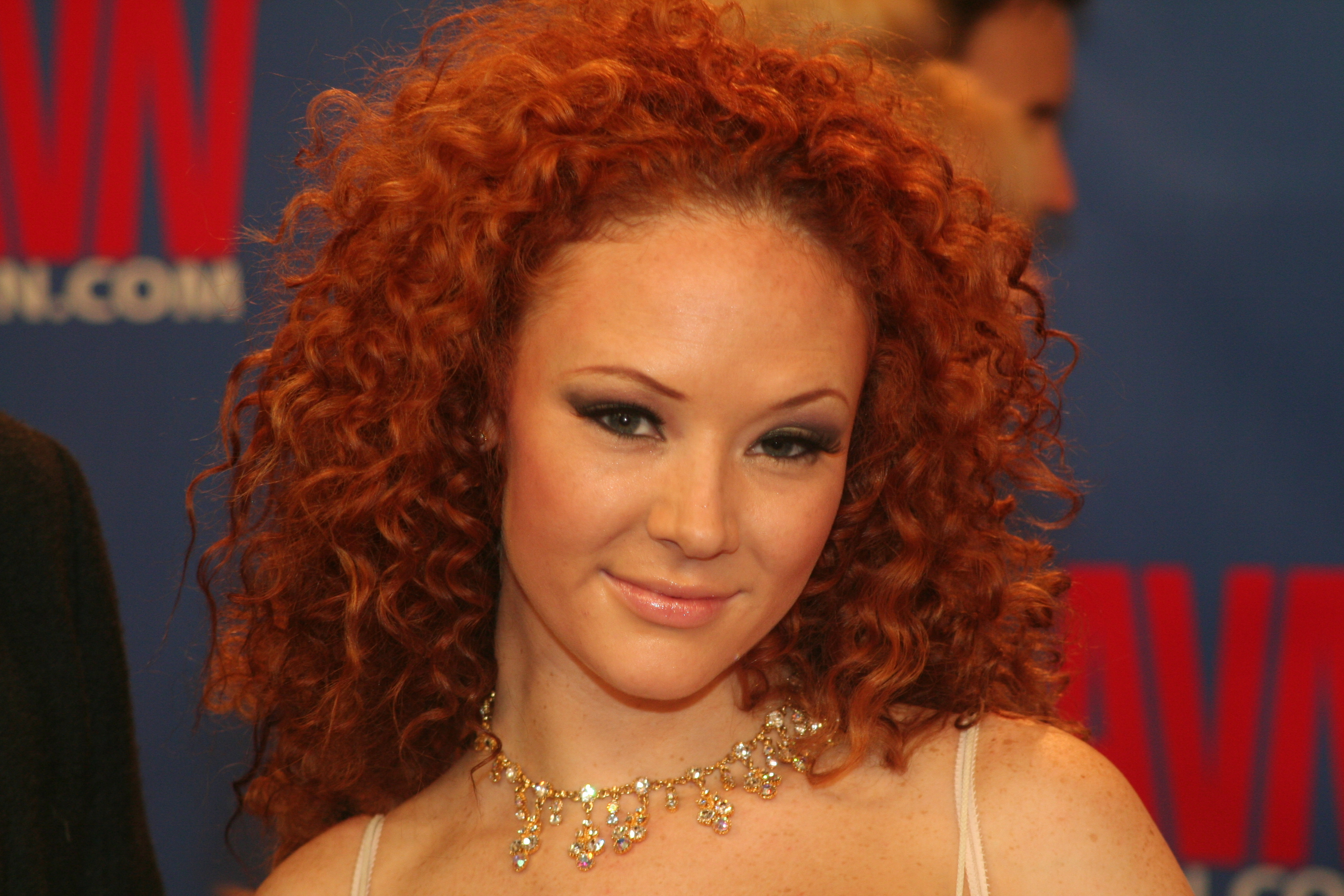
Audrey Hollander, millor artista femenina de l’any

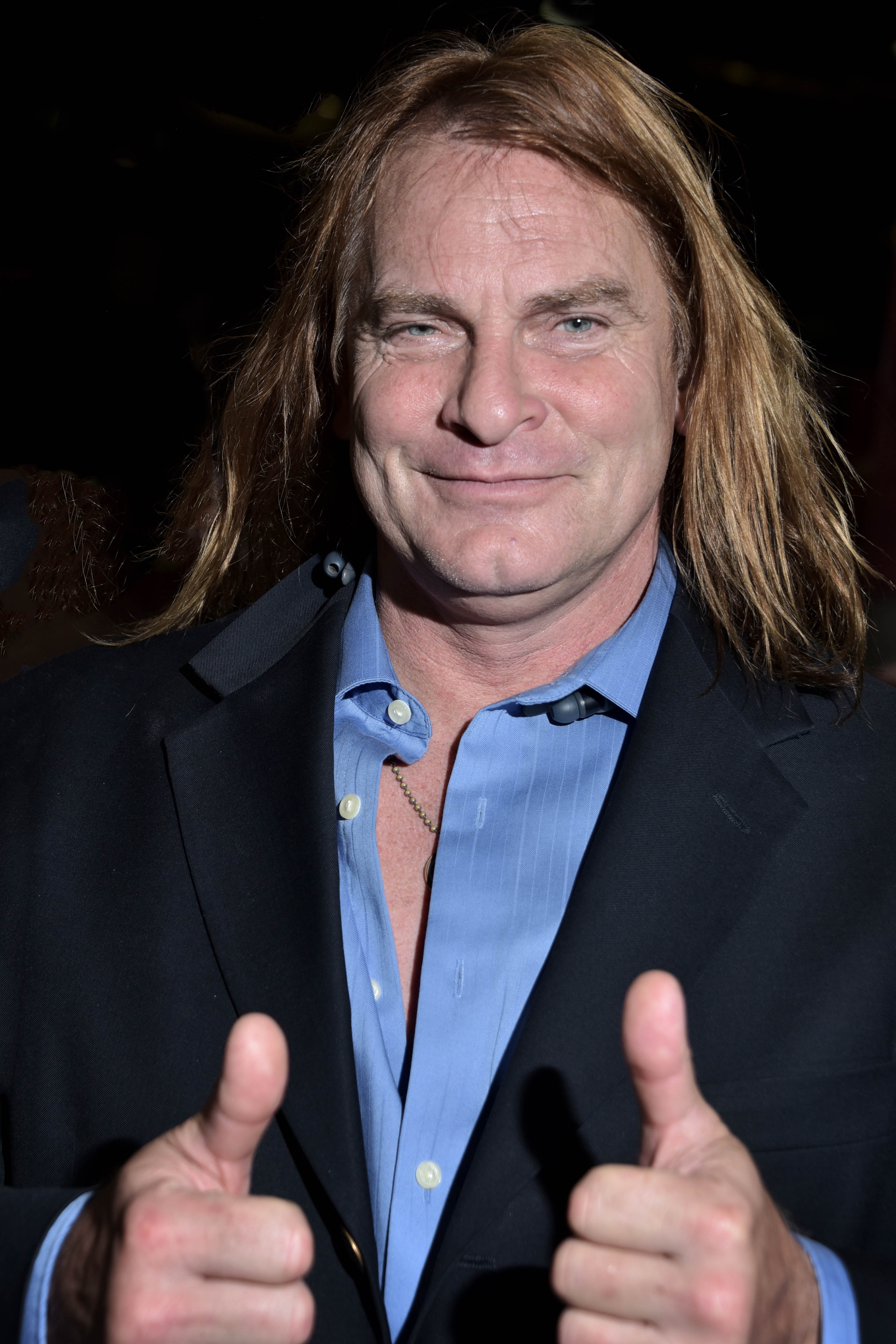
Evan Stone, millor actor—vídeo

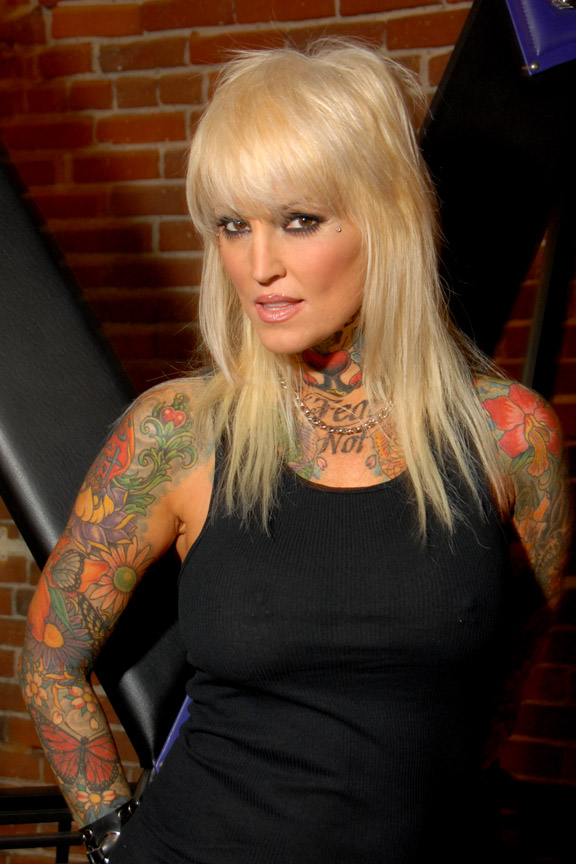
Janine Lindemulder, millor actriu—vídeo

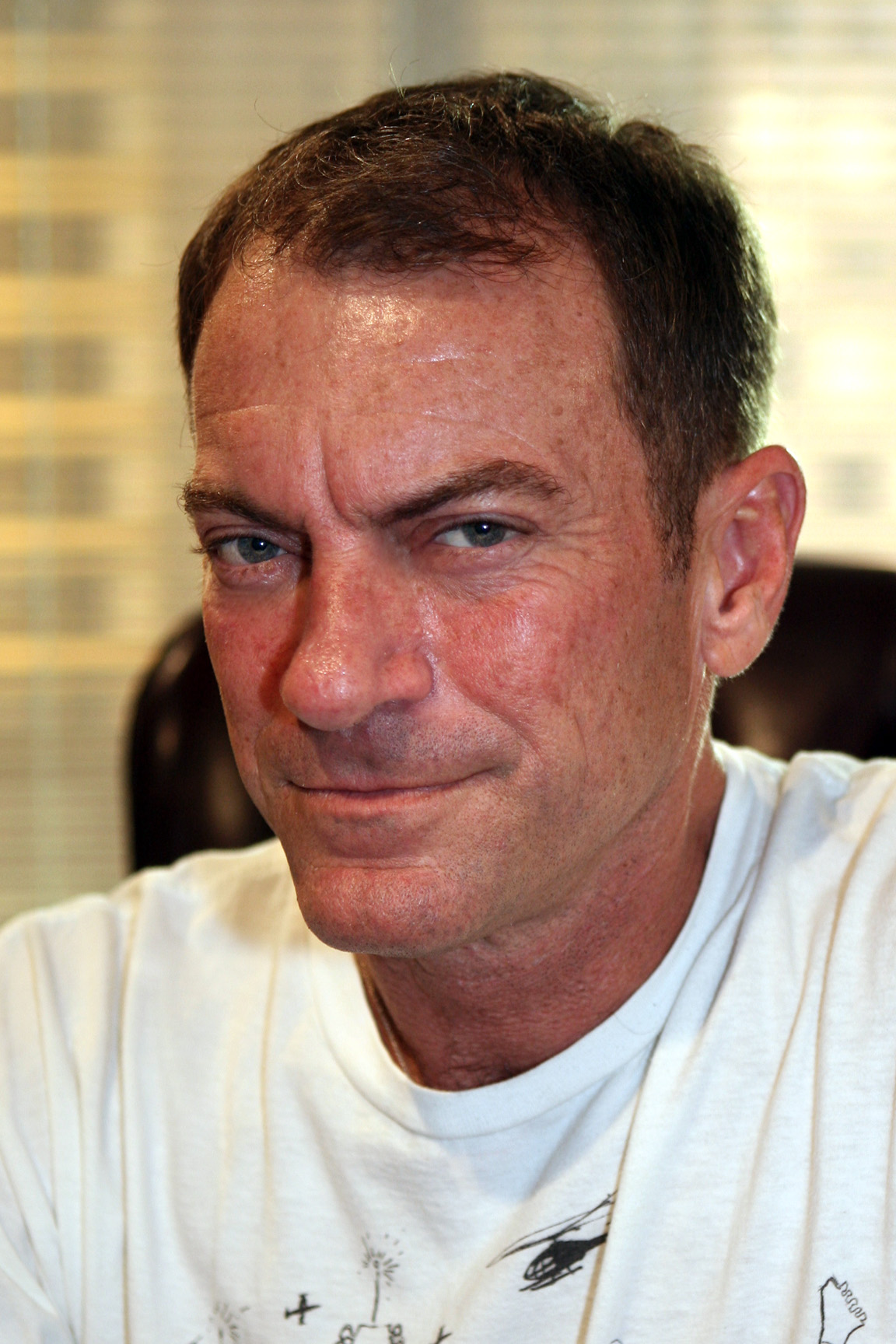
Randy Spears, millor actor—pel·lícula winner

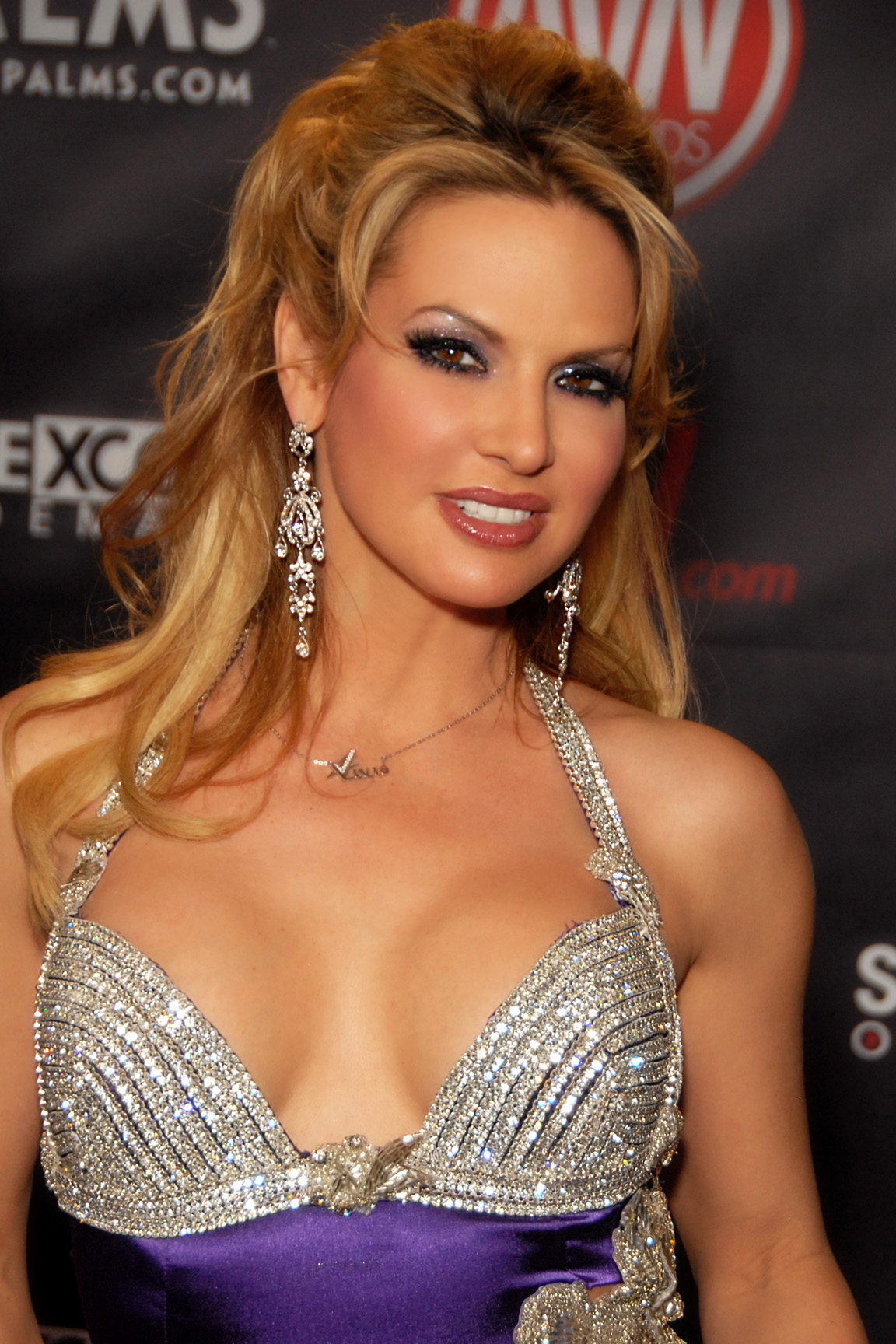
Savanna Samson, millor actriu—pel·lícula winner

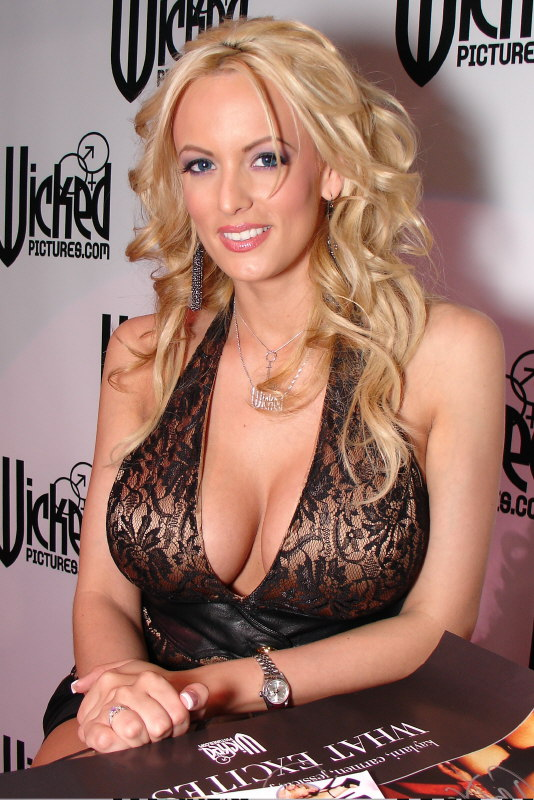
Stormy Daniels, millor guió—vídeo i millor actrriu secundària—vídeo

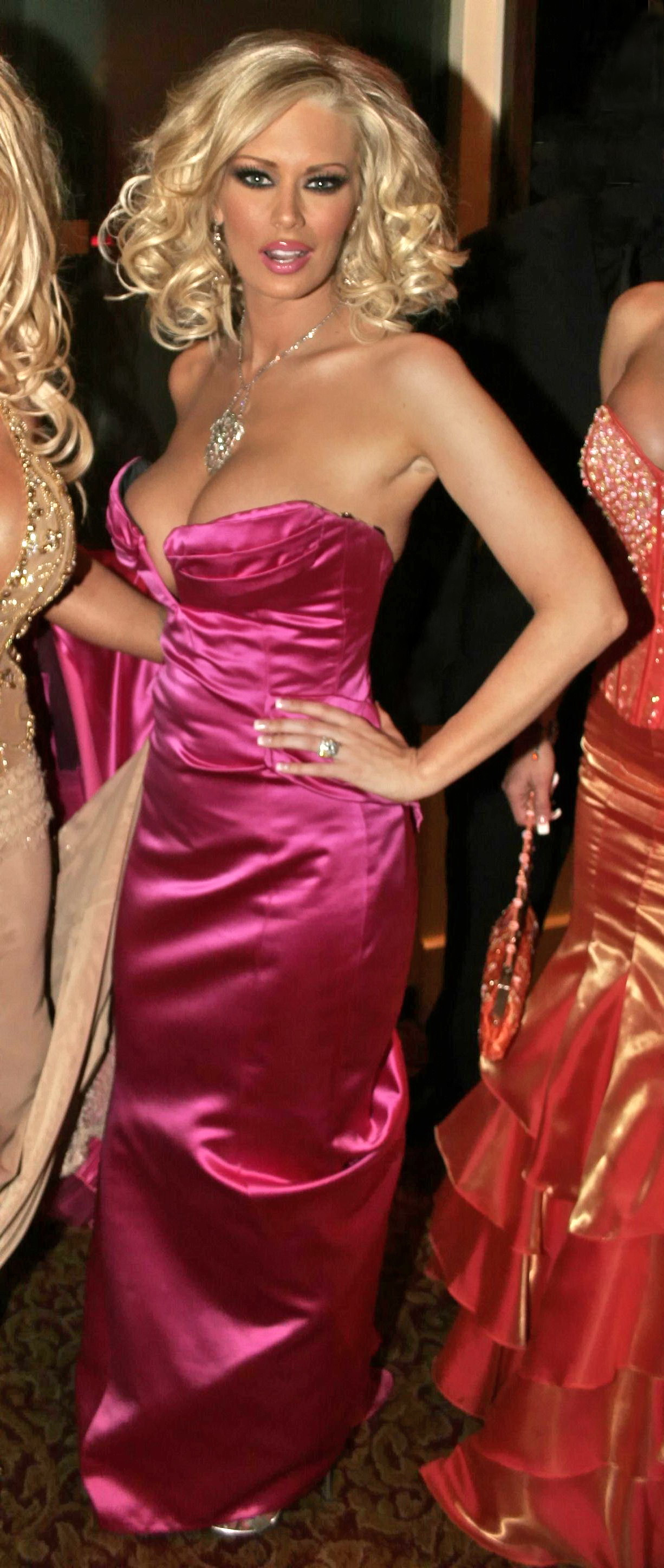
Jenna Jameson, entra al Saló de la Fama

Els guanyadors s'enumeren en primer lloc, es destaquen en negreta i s'indiquen amb una doble daga ().
| Millor pel·lícula | Millor vídeo |
| --- | --- |
| - Pirates - Catherine - Contract Girl - Dark Angels 2: Bloodline - Drive - Killing Courtney Luv - Lexie & Monique Love Rocco - Lover’s Lane - The Perfect Secretary - Porn Star - Prisoner - Undertow | - The Devil in Miss Jones - Close-Ups - Dark Side - Emotions - Eternity - Last Girl Standing - Les Bitches - Sentenced - The Villa |
| Millor producció d’alta definició | Millor nova estrella |
| - Pirates - Artcore: Masquerade - Camp Cuddly Pines Powertool Massacre - Dark Angels 2: Bloodline - The Edge Runner - Hustler’s Taboo 3 - Jaded - Lover’s Lane - Many Shades of Mayhem - Surrender the Booty - Teenage Dreamin' - Vamp | - McKenzie Lee - Lori Alexia - Joanna Angel - Jasmine Byrne - Courtney Cummz - Brooke Haven - Jenaveve Jolie - Sunny Lane - Tory Lane - Vanessa Lane - Trina Michaels - Keri Sable - Hillary Scott - Taryn Thomas - Kelly Wells |
| Premi a l’artista masculí de l'any | Premi a l’artista femenina de l'any |
| - Manuel Ferrara - Otto Bauer - Erik Everhard - Tommy Gunn - Kurt Lockwood - Mr. Marcus - Sean Michaels - Mr. Pete - Randy Spears - Lexington Steele - Michael Stefano - Evan Stone - Lee Stone - John Strong | - Audrey Hollander - Jada Fire - Nicki Hunter - Roxy Jezel - Ariana Jollee - Dillan Lauren - Melissa Lauren - Missy Monroe - Gia Paloma - Lauren Phoenix - Taylor Rain - Brittney Skye - Flower Tucci - Venus |
| Millor actor—Vídeo | millor actriu—Vídeo |
| - Evan Stone, Pirates - Otto Bauer, Catherine - Barrett Blade, Dark Angels 2: Bloodline - Dillon, Dark Angels 2: Bloodline - Tommy Gunn, AGP: All Girl Protection - Dean James, Killing Courtney Luv - Dick Smothers, Jr., Dark Deception - Randy Spears, One Man’s Obsession - Steven St. Croix, Undertow - George Uhl, Robinson Crusoe on Sin Island | - Janine, Pirates - Kami Andrews, Texas' Asshole Massacre - Joanna Angel, Joanna’s Angels - Cindy Crawford, Sodom - Jessica Drake, One Man’s Obsession - Audrey Hollander, Catherine - Jesse Jane, Pirates - Devinn Lane, Lovers Lane' - Sunny Lane, Dark Angels 2: Bloodline - Kaiya Lee, Shadow of a Geisha - Gia Paloma, Wild Things on the Run 2 - Olivia Saint, Contract Girl - Savanna Samson, Freshness - Brittney Skye, Prisoner |
| Millor actor—pel·lícula | millor actriu—pel·lícula |
| - Randy Spears, Eternity - Chris Cannon, Scorpio Rising - Nick Manning, Les Bitches - Alec Metro, Les Bitches - Herschel Savage, Dark Side | - Savanna Samson, The Devil in Miss Jones - Sunrise Adams, Sentenced - Stormy Daniels, Eternity - Penny Flame, Dark Side - Janine, The Villa - Lezley Zen, Les Bitches |
| Millor actriu secundària—vídeo | |
| - Stormy Daniels, Camp Cuddly Pines Powertool Massacre - - Nikki Benz, Jack’s Teen America 2 - Jessica Drake, Camp Cuddly Pines Powertool Massacre - Audrey Hollander, Desperate Wives 2 - Kimberly Kane, Polarity - Jennifer Luv, Taboo 21 - Marie Luv, Jack’s Teen America 7 - Missy Monroe, Debbie Goes to Rehab - Haley Paige, Prisoner - Lauren Phoenix, The Edge Runner | |
| Millor director – vídeo | Millor director – pel·lícula |
| - Joone, Pirates - Nic Andrews, Dark Angels 2: Bloodline - Brad Armstrong, Lovers Lane - David Aaron Clark, Shadow of a Geisha - D. Cypher, Prisoner - Red Ezra, Taboo 21 - Joe Gallant, Killing Courtney Luv - Jonathan Morgan, Camp Cuddly Pines Powertool Massacre - Michael Ninn, Catherine - David Stanley, Perfect Kiss - Nicholas Steele, The Edge Runner - Paul Thomas, Lexie & Monique Love Rocco | - Paul Thomas, The Devil in Miss Jones - Brad Armstrong, Eternity - James Avalon, Dark Side - Andrew Blake, Close-Ups - Chi Chi LaRue, Sentenced |
| Millor estrena gonzo | Millor estrena de temàtica ètnica—asiàtic |
| - Slut Puppies - Born for Porn - College Guide: How to Get More Pussy - Ghost Town - Gob Swappers - Jack's Playground 20 - Myne Tease 2 - Neo Pornographia - Otto & Audrey Destroy the World - Riot Sluts 2 - Service Animals 21 - She Swallows - Spring Chickens 9 - Take No Prisoners - Teen Cum Squad - Welcome to Casa Butts, Again! | - Invasian 2 - Adult Toy Story 2 - Asians 2 - Cat Sperm Woman - Diary of a Mad Porn Director - Kum Pao - Oriental Orgy World 2 - Poon Tang Clan - The Reign of Tera: Inside the Asian Love Palace - Shadow of a Geisha - Slant Eye for the Straight Guy - Slanted Holes 2 - Tokyo Hush-Hush Fuckies 2 - Torukeru - Yellow Fever |
| Millor escena de sexe parelles—Vídeo | Millor escena de sexe parelles—pel·lícula |
| - Brittney Skye, Tommy Gunn, Porn Star - Destiny DeVille, Mr. Marcus, Booty Talk 55 - Hillary Scott, Tony T., Butt Blasted! - Flower Tucci, Van Damage, Cheek Freaks - Katsumi, Manuel Ferrara, Euro Domination 4 - Sarah Blake, Nick Manning, Innocence: Perfect Pink - Kinzie Kenner, Christian, Jack’s Teen America 6 - Krystal Steal, Eric Masterson, Krystal Method - Monique Alexander, Rocco Siffredi, Lexie and Monique Love Rocco - Sandra Romain, Michael Stefano, Mind Fuck - Boo D. Licious, Talon, Raw Desire - Dasha, Dillon, Suck, Fuck, Swallow - Nikki Benz, Jules Jordan, Take No Prisoners - Tiffany Mynx, Mandingo, Tiffany & Cumpany - Taryn Thomas, Scott Nails, Vault of Whores - Taylor Rain, Mr. Pete, The Young and the Raunchy | - Penny Flame, Herschel Savage, Dark Side - Savanna Samson, Nick Manning, The Devil in Miss Jones - Dominica Leoni, Tyce Bune, Emotions - Stormy Daniels, Randy Spears, Eternity - Jessica Drake, Tommy Gunn, Sold - Janine Lindemulder, Dale Dabone, The Villa |
| Millor escena de sexe anal—vídeo | Millor escena de sexe oral—vídeo |
| - Katsumi, Manuel Ferrara, Cumshitters - Janet Alfano, Manuel Ferrara, Anal Expedition 6 - Jasmine Byrne, Mark Ashley, Angels of Debauchery 4 - Venus, Marco Duato Ass Quake - Lanny Barbie, Jules Jordan, Ass Worship 8 - Nadia Styles, Kurt Lockwood, Barely Legal Corrupted - Tiffany Mynx, Tony T., Butt Blassted! - Audrey Hollander, Otto Bauer, Catherine - Taylor Rain, Anthony Hardwood, Evil Bitches - Kat, Magnum, Facial Explosions - Lauren Phoenix, Anthony Hardwood, Flesh Fest 3 - Tyla Winn, Lee Stone, Give Me Gape 2 - Roxanne Hall, Lexington Steele, Lex Steele XXX 5 - Carmen, Mick Blue, Rapture - Dillan Lauren, Marco Duato, Raw Desire - Sandra Romain, Sascha, Semen Demons 2 | - Jassie, Kimberly Kane, Scott Lyons, Scott Nails, Kris Slater, Squealer - Jamie Brooks, Brian Surewood, Ass Quake - Katsumi, Jules Jordan, Ass Worship 7, - Alicia Rhodes, Leo, Big Gulps - Poppy Morgan, Taryn Thomas, Sascha, Blow Me Sandwich 7 - Tiana Lynn, Mario Cassini, Johnny Fender, Scott Lyon, Brett Rockman, Arnold Schwartzenpecker, Feeding Frenzy 6 - Destiny DeVille, Dick Nasty, Kyle Stone, Chris Mountain, Joe Rock, Glazed & Confused 5 - Katja Kassin, Tony T., I Wanna Get Face Fucked - Sarah Blake, Eric Masterson, Jack's Playground 24 - Dani Woodward, Brandon Iron, Lick My Balls - Sativa Rose, Joe Friday, Oral Junkies - Jesse Jane, Scott Nails, Pirates - Alektra Blue, Delilah Strong, Jonni Darkko, Suck it Dry - Jersey Jaxin, Jon Dough, John Strong, Teen Fuck Holes 2 - Gia Paloma, Arnold Schwartzenpecker, Dick Nasty, Face Blaster, Johnny Fender, Jim Beem, Tonsil Train |
| Millor escena de sexe trio | Millor escena de sexe All-Girl—vídeo |
| - Tyla Winn, Michael Stefano, John Strong, Tease Me Then Please Me 2 - Michelle B., Chris Charming, Tony T., Anal Retentive 5 - Heather Gables, Manuel Ferrara, Randy Spears, Choke It Down - Sandra Romain, Heather Gables, Manuel Ferrara, Cum Fart Cocktails 2 - Renee Pornero, Steve Holmes, Toni Ribas, Cum Guzzlers 4 - Tory Lane, Francesca Lé, Mark Wood, A Different P.O.V. - Flower Tucci, Angela Stone, Lee Stone, Flower’s Squirt Shower - Melissa Lauren, Avy Lee Roth, Erik Everhard, Fuck Dolls 3 - Mari Possa, Barbara Summer, Herschel Savage, House of Ass - Jasmine Byrne, Mario Rossi, Jean Valjean, Innocence: Wild Child - Jamie Elle, Gigi, Joel Lawrence, Mouth 2 Mouth 2 - Audrey Hollander, Dani Woodward, Alex Rox, Outgunned - Trina Michaels, Steve Holmes, John Strong, Sex Fiends 2 - Angel Eyes, Olivia O’Lovely, Mr. Marcus, She Got Ass - McKenzie Lee, Jules Jordan, Mark Wood, Slut Puppies | - Janine, Jesse Jane, Pirates - Audrey Hollander, Melissa Lauren, Venus, Babes Illustrated 15 - Melissa Lauren, Sandra Romain, Be My Bitch - Brooke Haven, Taylor Kurtis, Missy Monroe, Staci Thorn, Big Toys No Boys 3 - Nikki Blond, Audrey Hollander, Adriana Rouso, Catherine - Cytherea, Sandra Romain, Cousin Stevie’s Pussy Party 7, - Kimberly Kane, Katrina Kraven, Kylie Ireland, Julie Night, Lauren Phoenix, Epiphany - Alexia, Gigi, Kaylynn, Mackenzie Mack, Kirsten Price, Sammie Rhodes, Celeste Star, Lexxi Taylor, Girlvana - Katrina Kraven, Avy Lee Roth, Gothsend 2 - Justine Joli, Jade Starr, Kill Girl Kill 2 - Jenna Jameson, Krystal Steal, Krystal Method - Roxy Jezel, Katja Kassin, My Ass Is Haunted - Jesse Jane, Carmen Luvana, Pirates - Tiana Lynn, Sammie Rhodes, Dani Woodward, Supersquirt 2 ..3** Mari Possa, Samantha Ryan, Selena Silver, Flower Tucci, War of the Girls      |

### Guanyadors de premis addicionals
Aquests premis es van anunciar, però no es van presentar, en dos segments pregravats només per a guanyadors durant l'esdeveniment. Els trofeus es van lliurar als destinataris fora de l'escenari:
PREMIS AL DIRECTOR
- Millor director - Estrena a l'estranger: Rocco Siffredi, Who Fucked Rocco?
- Millor director - No pel·lícula: Michael Ninn, Neo Pornographia[5][10]

 PREMIS DE MÀRQUETING
- Millor empresa de producció de vídeos nous: Swank Digital
- Millor campanya de màrqueting en línia: PiratesXXX.com, Digital Playground/Adam & Eve
- Millor campanya de màrqueting global - Imatge de l'empresa: ClubJenna
- Millor campanya de màrqueting global - Projecte individual: Mary Carey's Dinner with President Bush, Kick Ass Pictures
- Millor embalatge: Catherine
- Millor lloc web de venda al detall - Lloguers: WantedList.com
- Millor lloc web minorista - Vendes: AdultDVDEmpire.com
- Títol més llogat de l’any: The Masseuse (remake de 2004)
- Títol més venut de l’any: 1 Night in China[5][10]

PREMIS PER A INTÈRPRETS
- Millor nouvingut masculí: Scott Nails
- Millor actuació no sexual: William Margold, Dark Side
- Millor actor secundari–Pel·lícula: Randy Spears, Dark Side
- Millor actor secundari–vídeo: Tommy Gunn, Pirates
- Millor actriu secundària–Film: Jenna Jameson, The Devil in Miss Jones
- Millor interpretació tease: Katsumi, Ass Worship 7
- Estrella de l'any Crossover: Jenna Jameson
- Intèrpret estranger femenina de l'any: Katsumi
- Intèrpret estranger masculí de l'any: Steve Holmes
- Intèrpret transexual de l'any: Gia Darling[5][10]

PREMIS A LA PRODUCCIÓ
- Millor estrena All-Girl: Belladonna's Fucking Girls
- Millor sèrie All-Girl: Cousin Stevie's Pussy Party
- Millor estrena All-Sex: Squealer
- Millor versió alternativa: Pornomation
- Millor llançament amateur: BangBus 6
- Millor sèrie amateur: BangBus
- Millor llançament de temàtica anal: Ass Worship 7
- Millor sèrie de temàtica anal: Big Wet Asses
- Millor versió clàssica en DVD: Ginger Lynn: The Movie
- Millor sèrie de vídeos continuats: Girlvert
- Millor DVD: Pirates, FX
- Millor vídeo de temàtica ètnica–negre: Big Ass Party
- Millor vídeo de temàtica ètnica–llatí: Caliente
- Millor sèrie de temàtica ètnica: Black Reign
- Millor estrena estrangera All-Sex: Cabaret Bizarre
- Millor estrena de sèrie All-Sex: Euro Domination
- Millor estrena estrangera: Robinson Crusoe on Sin Island
- Millor sèrie gonzo: Service Animals
- Millor DVD interactiu: Virtual Katsumi
- Millor llançament interracial: Lex Steele XXX 5
- Millor llançament principal per a adults: Inside Deep Throat
- Millor llançament de temàtica oral: Blow Me Sandwich 7
- Millor sèrie de temàtica oral: Glazed and Confused
- Millor llançament de POV: Manuel Ferrara's POV
- Millor llançament Pro-Am: Rocco's Iniciacions 9
- Millor sèrie Pro-Am: Midnight Prowl[5][10]

Producció (ctd.)
- Millor comèdia sexual: Camp Cuddly Pines Powertool Massacre
- Millor estrena en vinyetes: Vault of Whores
- Millor sèrie en vinyetes: Grudgefuck[5][10]

PREMIS ESCENES SEXUALS
- Millor escena de sexe All-Girl–pel·lícula: Jenna Jameson, Savanna Samson, The Devil in Miss Jones
- Millor escena de sexe anal–pel·lícula: Audrey Hollander, Otto Bauer, Sentenced
- Millor escena de sexe en grup–pel·lícula: Alicia Alighatti, Penny Flame, Dillan Lauren, Hillary Scott, Randy Spears, John West, Dark Side
- Millor escena de sexe en grup–Video: Smokey Flame, Audrey Hollander, Jassie, Kimberly Kane, Otto Bauer, Scott Lyons, Kris Slater, Scott Nails, Squealer
- Millor escena de sexe oral–pel·lícula: Alicia Alighatti, Hillary Scott, Randy Spears, Dark Side
- Millor escena de sexe en una producció estrangera: Sandra Romain, Jean-Yves Le Castel, Kid Jamaica, Nick Lang, Euro Domination
- Millor escena de sexe solitari: Katja Kassin, Anal Showdown
- Escena de sexe més escandalosa: Joanna Angel a "Blood, Disembowelment, and Fucking...What Fun...", Re-Penetrator[5][10]

PREMIS ESPECIALITAT
- Millor estrena solo: Blu Dreams
- Millor estrena especialitat–Pit Gran: Faster Pussycat! Fuck! Fuck!
- Millor estrena especialitat–BDSM: Jenna Loves Pain
- Millor estrena especialitat–Fem-Dom Strap-On: His Ass is Mine
- Millor estrena especialitat–Fetitx del peu: Coxxx and Soxxx 4
- Millor estrena especialitat–MILF: MILF Seeker
- Millor estrena especialitat–Altre gènere: Chunky Housecall Nurses 2
- Millor estrena especialitat–Spanking: A Submissive Mind
- Millor estrena especialitat–Squirting: Flower's Squirt Shower 2
- Millor escena transsexual: Rogue Adventures 24
- Millor sèrie especialitat: Cum Drippers[5][10]

PREMIS TÈCNICS
- Millor direcció artística–pel·lícula: The Devil in Miss Jones
- Millor direcció artística–Video: Catherine
- Millor fotografia: Ralph Parfait, The Devil in Miss Jones
- Millor extres DVD: Camp Cuddly Pines Powertool Massacre
- Millor menús DVD: Camp Cuddly Pines Powertool Massacre
- Millor edició–pel·lícula: Sonny Malone, The Devil in Miss Jones
- Millor edició–vídeo: Dark Angels 2: Bloodline
- Millor música: Skin Muzik, Pirates
- Millor guió–pel·lícula: Dean Nash, Raven Touchstone, The Devil in Miss Jones
- Millor guió–Video: Stormy Daniels, Jonathan Morgan, August Warwick, Camp Cuddly Pines Powertool Massacre
- Millors efectes especials: FX, Pirates
- Millor videografia: Nic Andrews, Dark Angels 2: Bloodline[5][10]

### Premis AVN Honoraris

#### Premi Reuben Sturman
- Robert Zicari i Janet Zicari, Extreme Associates[4][6][10]

#### Premi Assoliment Especial
- The Fashionistas Live Show, John Stagliano[4][6][10]

#### Saló de la Fama
Membres del Saló de la Fama de l'AVN per a l'any 2006 són: Chloe, Nick East, Mickey G., Steve Hatcher, Janet Jacme, Jenna Jameson, Lynn LeMay, Cara Lott, Cash Markman, Rodney Moore, Jack Remy, Stephanie Swift, Jerome Tanner
- Branca Fundadors: Norman Arno, VCX; Noel Bloom, Swedish Erotica/Caballero Home Video; Larry Flynt, Hustler[6]

### Múltiples nominacions i premis
Les següents estrenes foren les més nominades.
| Nominacions | Pel·lícula                           |
| ----------- | ------------------------------------ |
| 24          | Pirates                              |
| 19          | The Devil in Miss Jones              |
| 17          | Eternity                             |
| 16          | Dark Angels 2: Bloodline             |
| 16          | Dark Side                            |
| 15          | Camp Cuddly Pines Powertool Massacre |
| 15          | Catherine                            |
| 11          | Raw Desire                           |
| 10          | Squealer                             |

Les següents 10 estrenes van rebre múltiples premis:
| Premis | Pel·lícula                           |
| ------ | ------------------------------------ |
| 11     | Pirates                              |
| 9      | The Devil in Miss Jones              |
| 5      | Camp Cuddly Pines Powertool Massacre |
| 5      | Dark Side                            |
| 3      | Squealer                             |
| 2      | Ass Worship 7                        |
| 2      | BangBus 6                            |
| 2      | Catherine                            |
| 2      | Dark Angels 2: Bloodline             |
| 2      | Euro Domination                      |

## Informació de la cerimònia
Es van presentar diverses categories noves, com ara estrella crossover de l’any (per impacte als mitjans de comunicació convencionals), Millor empresa de producció de vídeo nou i diversos premis de gènere especialitzat. Mentrestant, diverses categories d'embalatge es van condensar en un premi al millor embalatge a causa de la desaparició del VHS com a format de vídeo.
La revista High Society i Reuters van informar que el rècord d'assistència a l'esdeveniment es va trencar quan més de 5.000 persones van veure el programa.

### Representació de les pel·lícules de l'any
1 Night in China es va anunciar com la pel·lícula més venuda i el remake de 2004 de The Masseuse com la pel·lícula més llogada de l'any anterior.

### Revisions crítiques
High Society va qualificar l'esdeveniment d'un "èxit rotund".